# Lingtsang Gyalpo
Lingtsang Gyalpo Wangchen Tenzin (tibétain : གླིང་ཚང་རྒྱལ་པོ་དབང་ཆེན་བསྟན་འཛིན་, Wylie : gling tshang rgyal po dbang chen bstan 'dzin), également appelé Lingtsang Gyalgenma, né en 1872, est un roi du  royaume de Lingtsang, un tertön, un ngagpa, et un maître phurba de l’école nyingma du bouddhisme tibétain,. Il a été dit qu’il était une incarnation du roi Gésar de Ling et était renommé pour sa gentillesse, et ses siddhis liés à la pratique de Dorjé Phourba. 
En tant que tertön, il était connu pour le texte tséyum tsendali, un rituel de longue vie basé sur Chandali, la parèdre d’Amitayus. Son maître fut Jamyang Khyentse Wangpo et il fut lui-même un des maîtres principaux de Jamyang Khyentse Chökyi Lodrö. 
Il eut 3 fils et 1 fille, Dechen Tso, qui fut la mère de Khandro Tséring Chödrön (1929-2011),. 
Lingtsang Gyalpo mourut à Dzongri Lingtsang en 1942, et il transmit son titre de roi (Gyalpo) à son fils Phuntsok Gelek Rabten, un moine, qui vécut et décéda à Kalimpong. Phuntsok Gelek Rabten eut 5 enfants, parmi eux, 2 sont toujours en vie, son fils, Sey Jigme vit à Chengdu et sa fille à Dehra Dun.
Lingtsang Gyalpo est l'arrière-grand-père de Sogyal Rinpoché.